# کوت سرور
کوت سرور (به انگلیسی: Kot Sarwar) یک منطقهٔ مسکونی در پاکستان است.